# نشير مالت
نيشر (بالعبرية: נשר) هي العلامة التجارية للبيرة والمشروبات الإسرائيلية الشعير غير الكحولية. كانت أول بيرة منتجة صناعياً في إسرائيل، حيث أنتجت لأول مرة في عام 1935 من قبل «فلسطين بيرة المحدودة» في بات يام. يتم تخميرها اليوم من قبل مصانع تيمبو البيرة في نتانيا.

## بيرة
نيشر بير (أو نيشر البيضاء) هي بيرة جعة شاحبة تنتج من الحبوب المختلفة. تكون بيرة خفيفة ، تعرف باسم Schankbier. و هي أول بيرة منتجة في إسرائيل، والتي حصلت عليها تيمبو عندما حصلت على شركة بيرة فلسطين في عام 1985.
نيشر مالت (أو بلاك نيشر) هو النوع غير الكحولي. لديها طعم حلو وتباع في زجاجات زجاجية من 330 مل أو 500 مل وفي زجاجات من البلاستيك 1.5 لتر.